# Будинок Сирмаджієва
Буди́нок Сирмаджієва (болг. къща на Сърмаджиев) — необароковий будинок у центральному районі Софії, столиці Болгарії. Розташований на перетині бульвару царя-Визволителя та вулиці Кракра, між ректоратом Софійського університету та Орловим мостом. Збудований 1903 року за проєктом австрійсько-болгарського архітектора Фрідріха Ґрюнанґера для юриста та дипломата Харалампі Сирмаджієва. Від 1916 року належав Османській імперії, а потім її наступниці — Турецькій Республіці. Нині — резиденція посла Туреччини в Болгарії.

## Історія
Харалампі (або Хараламбі) Сирмаджієв — бессарабський болгарин, народжений у Болграді (Російська імперія) 1860 року. Після навчання та проходження юридичної практики в Бухаресті, а також закінчення паризької Сорбонни оселився 1891 року в князівстві Болгарія і одружився з Оленою, яка народила чотирьох синів і дочку. Працював юрисконсультом та генеральним секретарем Міністерства закордонних справ Болгарії, а потім дипломатом у Белграді та Відні від 1895 до 1902 року. 1902 року повернувся до Болгарії, щоб розпочати власну приватну юридичну практику. Сирмаджієв замовив проєкт свого будинку Фрідріху Ґрюнанґеру, провідному архітектору Болгарії того часу.
1908 року Сармаджієв помер і залишив будинок своїй родині. Однак фінансові та особисті труднощі змусили його вдову Олену 1914 року здати будинок в оренду владі Османської імперії, яка через два роки придбала його. Спочатку будинок Сирмаджієва використовували як будівлю посольства, а потім — як резиденцію посла Османської імперії і згодом Туреччини.
У 1913—1915 роках у будинку Сирмаджієва працював Мустафа Кемаль Ататюрк, тоді османський військовий аташе в Софії. Його кабінет зберігся, його перетворили в невеликий музей Ататюрка, закритий для широкої публіки.
За 10 років після появи будинку Сирмаджієва Фрідріх Ґрюнанґер побудував для себе в австрійському Зальцбурзі споруду, майже ідентичну софійському будинку, відомий як вілла Гедвіг або вілла Ґрюнанґер.
Від 1998 року будинок Сирмаджієва перебуває під державною охороною як пам'ятка культури національного значення.

## Архітектура

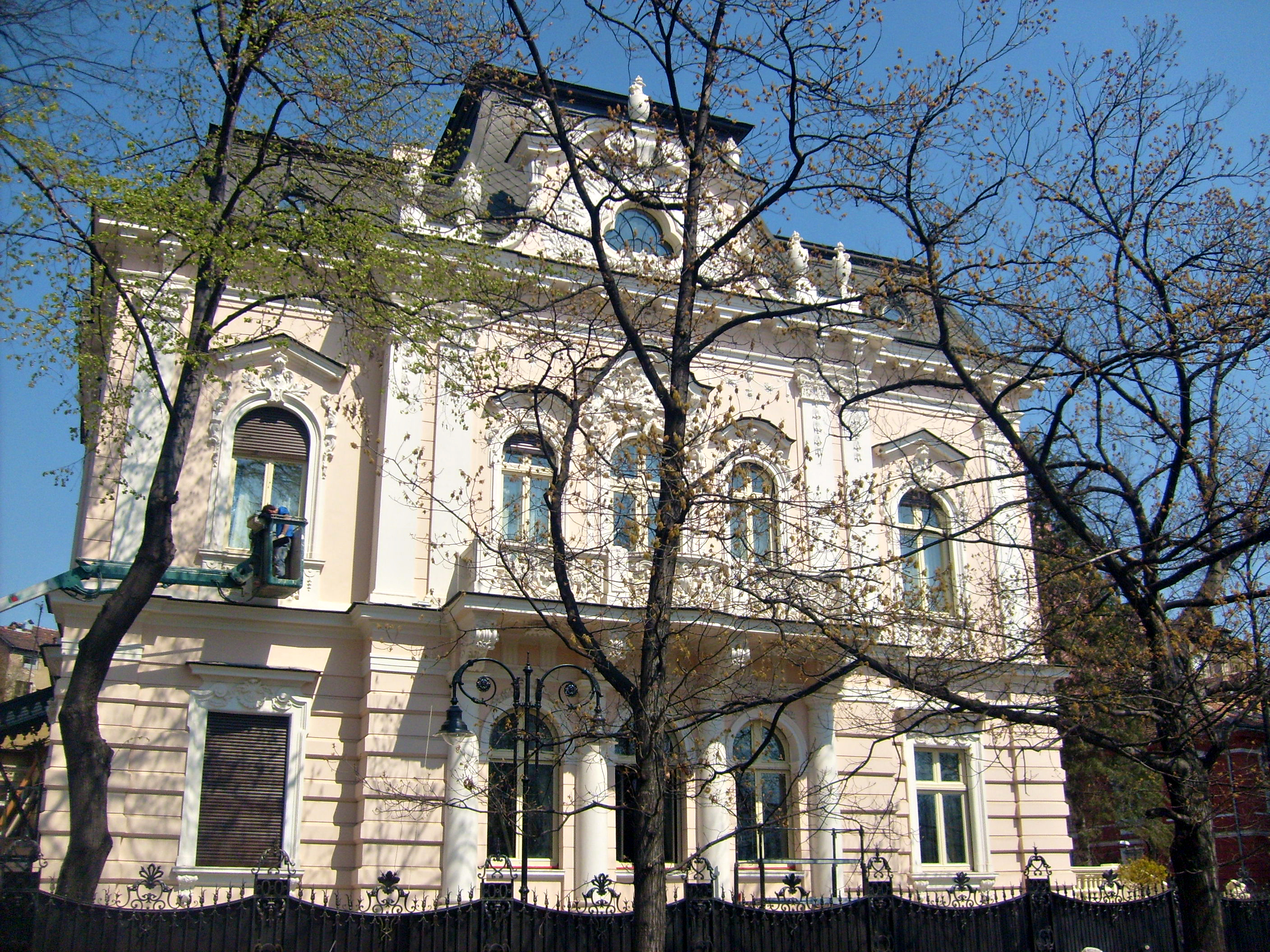
Фасад будинку Сирмаджієва

Будинок Сирмаджієва — двоповерхова будівля в елегантному стилі віденського імперського бароко. Крім того, в його зовнішньому вигляді є елементи, характерні для віденської сецесії, рококо та середземноморського Ренесансу.
З особливостей архітектури є турель із плоским дахом, а також монументальний та багато прикрашений фасад. Мансарда з бляшаним дахом має дерев'яну конструкцію, а цегляні стіни будинку спираються на дерев'яні балки. Рами вікон і жалюзі виготовлено з дерева.
Вітражний вестибюль пов'язує двір із внутрішньою частиною будинку. Коридор із французьким каміном і бюстом Ататюрка веде до їдальні та найбільшої з трьох віталень. У будинку також є зимовий сад.
За архітектурою та історією будинок Сирмаджієва багато в чому схожий на Будинок Ябланського (1907), розташованим на протилежному боці бульвару Царя-Визволителя. Обидві ці будівлі, які Фрідріх Ґрюнанґер спроєктував у схожому стилі для видатних представників болгарської еліти, згодом використовували як посольства.